# 哲学会
哲学会（てつがくかい、英名：The Society of Philosophy）は、哲学研究の目的で1884年（明治17年）に発足した学会。

## 沿革
1884年に発足。東京大学哲学科に関連する人々の間から発議・発生したもので、井上圓了、井上哲次郎、有賀長雄、三宅雄二郎、棚橋一郎ら当時新進気鋭の研究者らがが組織した。学術研究団体としての歴史は古く、世界最古の伝統を持つものの一つである。
発足から現在まで東京大学の哲学研究室が中心となって運営が行われている。ただし東京大学の機構に直接属する組織ではない。

## 事業
- 研究発表会、講演会、会誌の刊行など[1]

本部
事務局を東京都文京区本郷7-3-1東京大学人文社会系研究室内に置いている。

## 機関誌
- 『哲学雑誌』
  - 『哲学雑誌』の出版者: 哲学雜誌社（7冊64号-16巻178号）→ 金港堂書籍（17巻179号-21巻226号）→ 哲学会（21巻227号-43巻500号）→ 岩波書店（43巻501号-63巻699号）→ 白日書院（63巻700号-64巻702号）→ 有斐閣（64巻703号-）
  - 『哲学雑誌』の頒布者: 哲学書院 → 哲学書院, 敬業社 → 哲学書院（-16巻178号）→ 辻本弘道館（21巻227号-22巻244号）→ 弘道館（22巻245号-28巻322号）→ 岩波書店（29巻323号-43巻500号）

## 関連人物
- 日高眞實
- 大西祝
- 井上哲次郞
- 島田重禮
- 芳賀矢一
- 小野勝次
- 兒山敬一
- 關信夫
- 湯川和夫
- 桑木嚴翼
- 黒田亘
- 宇都宮芳明
- 坂部恵
- 山本信
- 岩崎武雄
- 大森荘蔵
- 稲垣良典
- 柏原啓一
- 田中亨英
- 真方忠道
- 清水義夫
- 井上円了